# Monte Ōmine
Monte Ōmine (大峰山?, Ōmine-san), è un monte sacro nella prefettura di Nara, in Giappone, famoso per le sue tre prove di coraggio.
Ufficialmente noto come Monte Sanjō (山上ヶ岳?, Sanjō-ga-take), è più popolarmente conosciuto come Monte Ōmine per la sua importanza nella catena montuosa di Ōmine. Si trova nel Parco nazionale di Yoshino-Kumano nella regione del Kansai, sull'isola di Honshū.
Il tempio Ōminesan-ji, situato in cima al monte, è il quartier generale della setta Shugendō del buddismo giapponese e l'intero monte fa parte di un luogo di pellegrinaggio e di addestramento per gli yamabushi.

## Storia
Il monastero sul monte Ōmine fu fondato nell'VIII secolo da En no Gyōja, come sede della sua nuova religione, lo Shugendō. Shugendo significa letteralmente "il sentiero dell'allenamento e della prova" e si basa sull'autorealizzazione del potere spirituale in forma esperienziale attraverso prove rituali impegnative e rigorose di coraggio e devozione note come shugyō.
Durante il periodo Meiji, nel 1872, il governo imperiale vietò tutte le "pratiche superstiziose" inclusa la credenza in creature folcloristiche come Yōkai e Yūrei, così come i divieti di genere sulle montagne sacre come il Monte Fuji e tutti i rituali del Monte Ōmine. Durante questo periodo la montagna fu chiusa e tutte le pratiche di Shugendo venivano svolte in segreto. Tuttavia, nel 1945, il l' "atto sulla cultura giapponese" abrogò questi editti e la montagna fu riaperta. I praticanti dello Shugendō si sono affrettati a rivendicare la montagna e a ripristinare le tradizioni.
Nel 1964, l'alpinista/autore Kyūya Fukada scelse il monte Ōmine come numero 91 delle sue 100 famose montagne del Giappone. I tre criteri di Fukuda per la selezione di 100 celebri montagne erano la loro grandezza fisica, il significato storico e spirituale per il Giappone e la loro individualità, il che significa che dovevano avere una forma, un fenomeno o un evento unico ad esso associato. Nel 1980 un'area di 36.000 ettari nella regione del monte Ōmine e del monte Ōdaigahara è stata inserita nel programma sull'uomo e la biosfera dall'UNESCO.
Nel 2004 è stata dichiarata patrimonio dell'umanità dell'UNESCO, come parte dei Siti sacri e vie di pellegrinaggio nella catena montuosa di Kii.

## Divieto alle donne

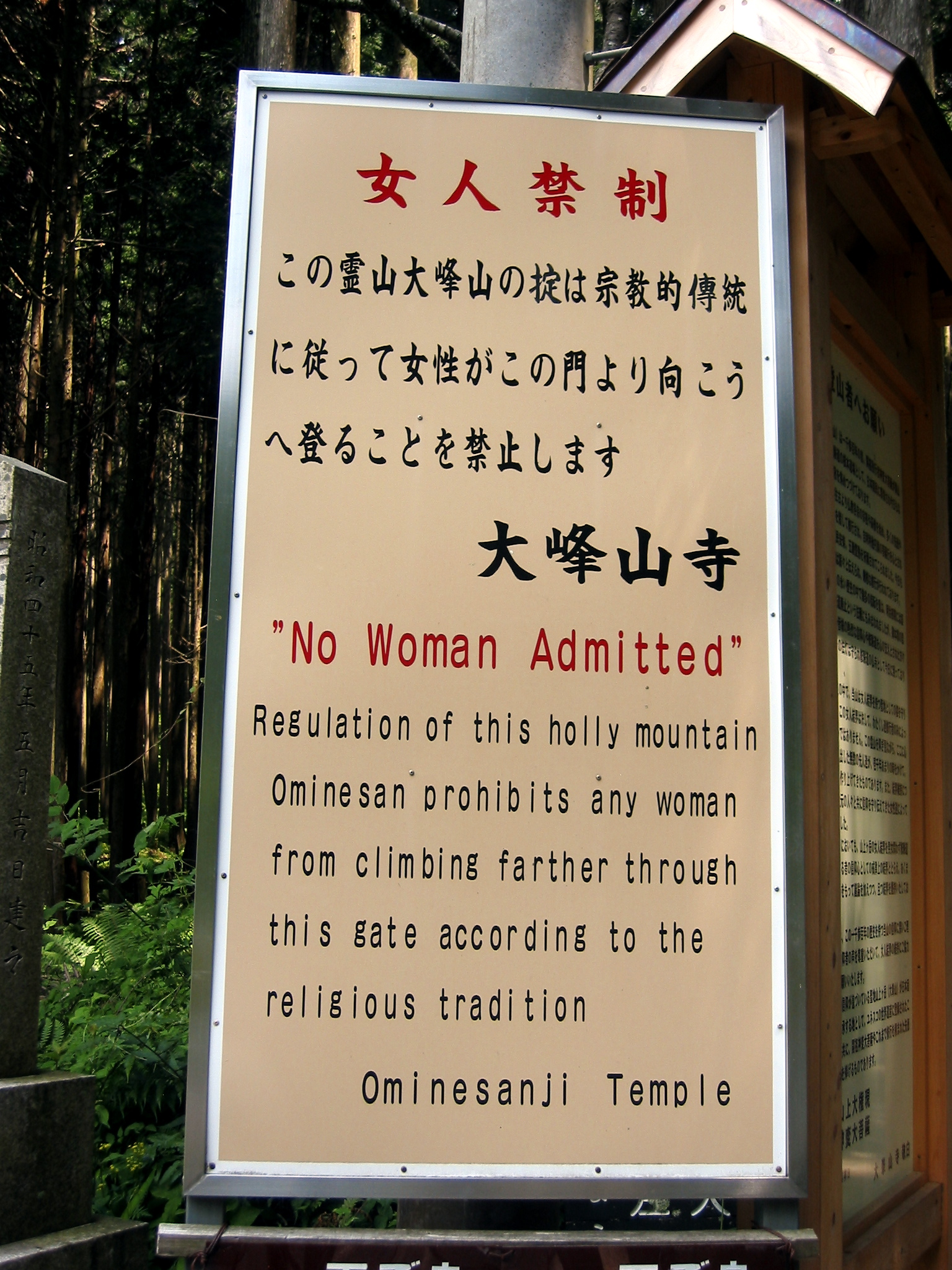
Cartello che annuncia il divieto alle donne.

Il monte Ōmine rivendica un'eredità continua di 1300 anni come vetta sacra accessibile solo agli uomini. Un pilastro di pietra alto quasi 4 metri con la scritta "Da qui [in poi] è inibita alle donne" (從是女人結界) si trova all'inizio del sentiero principale verso la cima della montagna Sanjōgatake 山上ヶ岳. Ad accompagnarlo c'è un cancello di legno alto circa tre metri, sormontato da punte di metallo, che reca le parole "Cancello oltre il quale non possono andare le donne" (女人結界門).
Sia prima del cancello che del pilastro di pietra, è stato eretto un cartello alto circa 2 metri e largo un metro, che afferma in inglese e giapponese: "'Nessuna donna [sic] ammessa': il regolamento di questa montagna [sic] Ominesan proibisce a qualsiasi donna di andare oltre questa porta secondo la tradizione religiosa”. Queste iscrizioni dimostrano la pratica dei tabù femminili basati sulla religione, un fenomeno culturale diffuso in Giappone. La maggior parte delle proscrizioni territoriali si sciolsero nel 1872 quando il governo Meiji concesse alle donne il pieno accesso ai santuari di montagna e alle terre dei templi, ma tracce di pratiche esclusive di genere si possono trovare in molte montagne del Giappone, in particolare quelle come il monte Ōmine, controllato dai potenti templi buddisti.
Le origini e il primo sviluppo di zone fisse per soli uomini (nyonin kinsei) rimangono oggetto di dibattito, a causa di una disgiunzione tra narrazioni religiose, documenti storici e materiali e pratiche odierne. I documenti testuali esistenti indicano che le comunità di praticanti buddisti maschi celibi in luoghi come il monte Hiei e il monte Kōya iniziarono ad attuare misure di esclusione intorno al X secolo. L'aumento dei divieti spaziali volti a liberare permanentemente dalle donne i presunti spazi puri abitati da devoti maschi e dalle divinità, ha rafforzato l'associazione tra le donne e l'impuro o inquinato. Gli studiosi discutono i percorsi precisi attraverso i quali le inibizioni temporanee hanno lasciato il posto a divieti permanenti, ma condividono un ampio consenso sul fatto che il fenomeno dell'esclusione delle donne derivi almeno in parte, e in non piccola parte, dalle visioni buddiste legate ai kami della fisiologia femminile come intrinsecamente inquinata.
Il divieto è stato contestato più volte ma senza successo. I sostenitori notano che la segregazione sessuale non equivale alla discriminazione sessuale. I sostenitori affermano anche che il divieto ha una tradizione ininterrotta di 1.300 anni. La designazione del monte Ōmine come sito del patrimonio dell'umanità da parte dell'UNESCO, nel 2004, è stata vista dai critici del divieto come l'aver dato al divieto di genere una patente di approvazione. Il Monte Athos, in Grecia, un sito cristiano ortodosso, mantiene un tabù femminile simile che si estende alle donne e alle femmine di animali.

## Prove di coraggio
Sul monte Ōmine ci sono tre shugyō, ognuno dei quali si dice rafforzi il potere spirituale dello sfidante. Gli alpinisti che non desiderano sostenere i test possono facilmente aggirarli.
- Kanekake Iwa: La pietra sospesa, nota anche come Roccia granchio, a causa della posizione che si deve assumere durante la salita, è una scogliera di circa 9 metri, la maggior parte della quale è facilmente scalabile. Tuttavia, in cima c'è una roccia strapiombante. Per scalare la roccia, bisogna passare oltre lo strapiombo, usando un pezzo di catena incorporato.
- Nishi no Nozoki: L'intuizione dall'Occidente è una scogliera a strapiombo, alta circa 60 metri. I novizi vengono tenuti a capofitto oltre la scogliera, dove sono costretti ad ammettere le loro colpe e promettere di seguire le leggi sociali e religiose.
- Byodo Iwa: La roccia dell'uguaglianza è disponibile solo su richiesta speciale. È una torre rocciosa a strapiombo su una profonda scogliera. Diverse sporgenze dal muro consentono alle persone di passare dall'altra parte.

## Galleria d'immagini

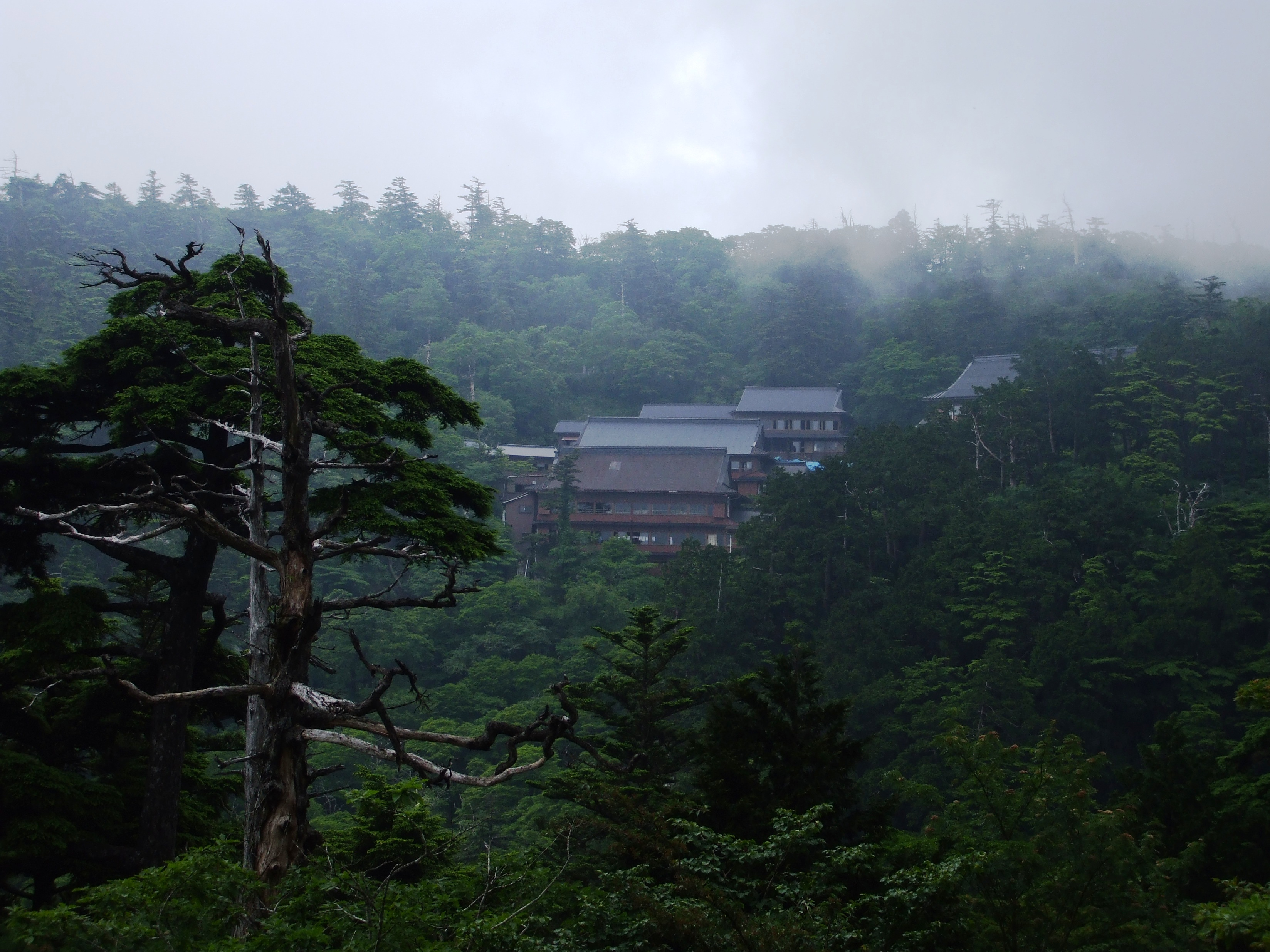
Un ospizio del tempio Ōminesan-ji
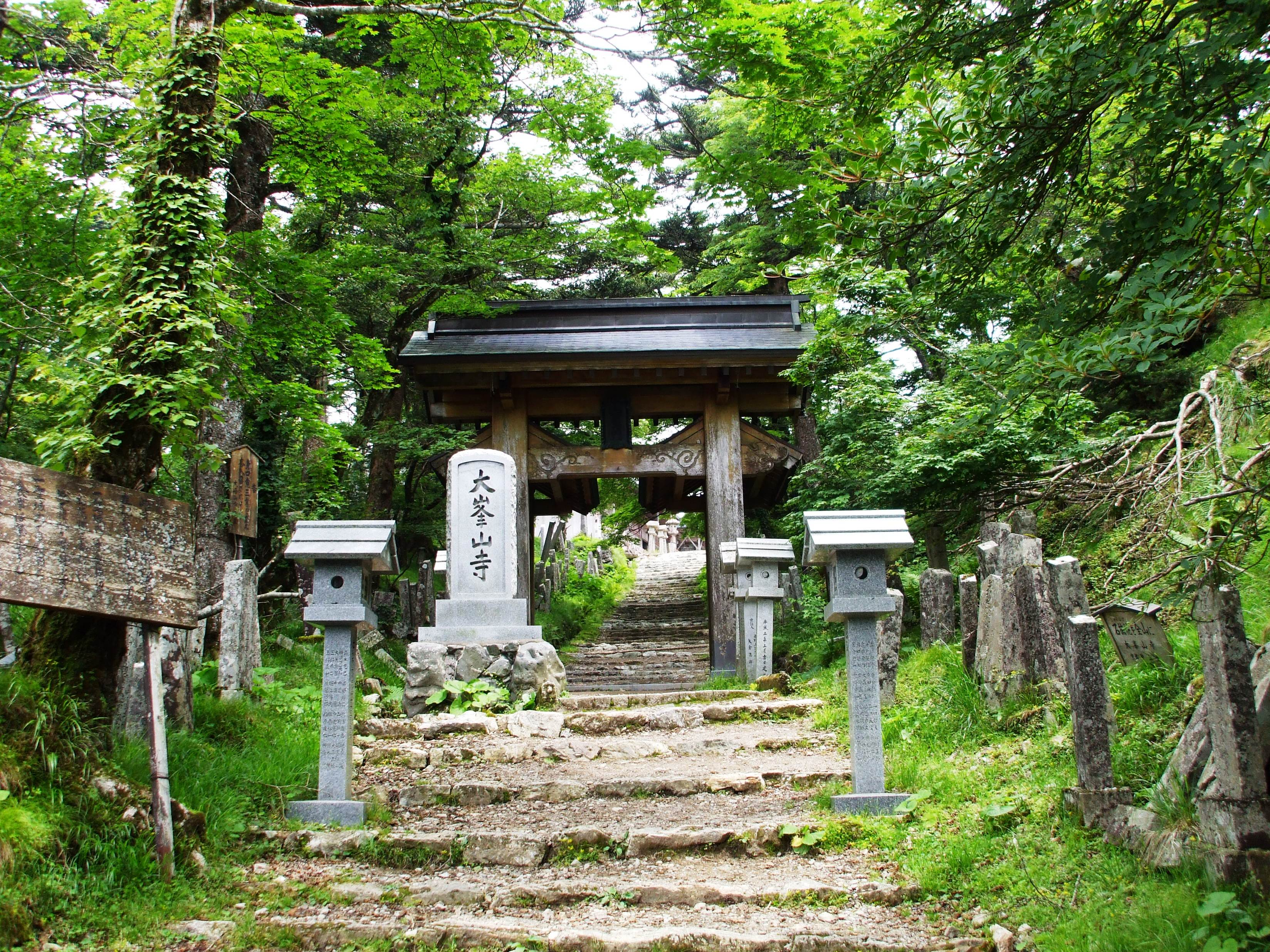
Il cancello principale del tempio Ōminesan-ji
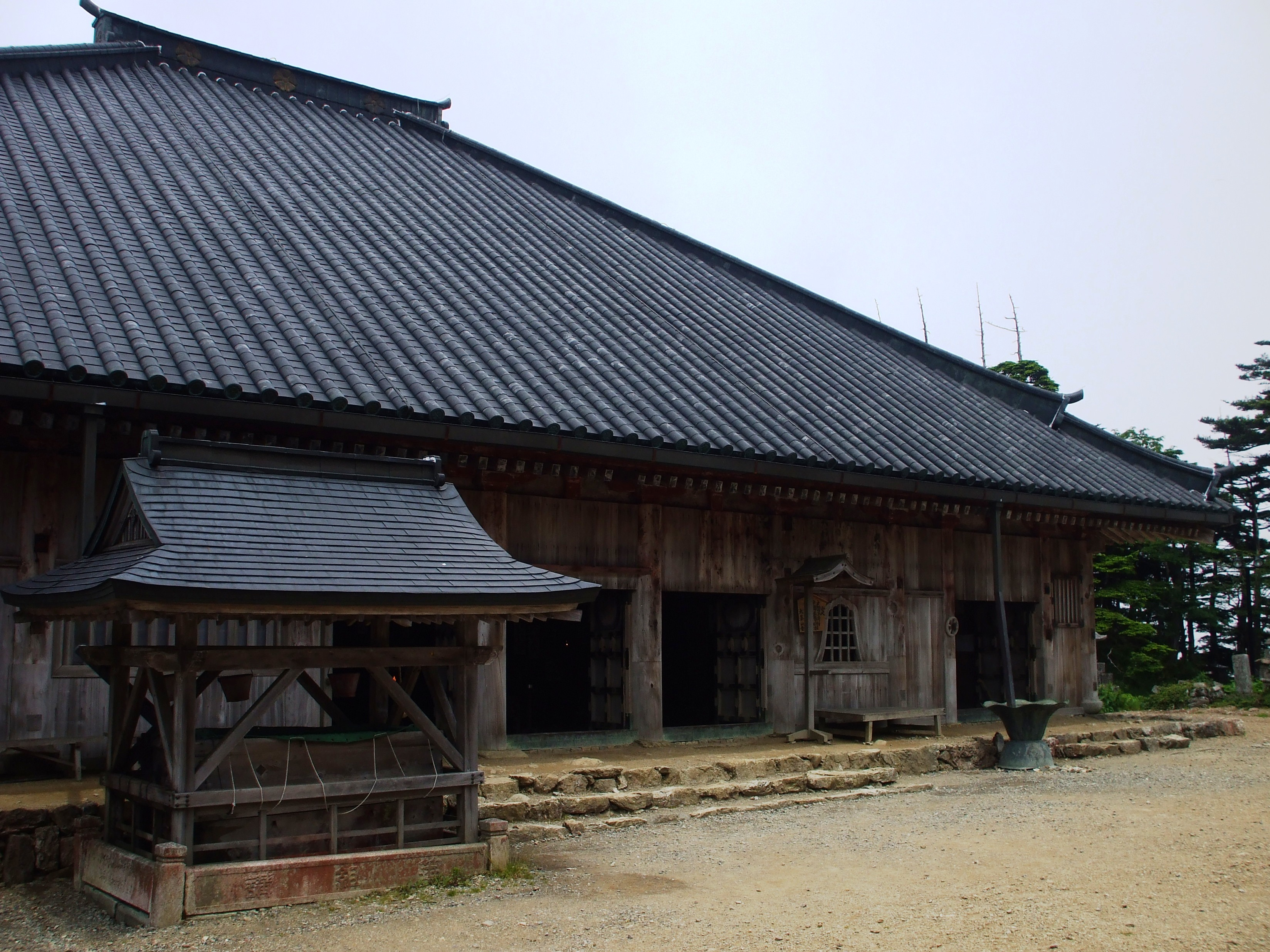
L'edificio principale del tempio Ōminesan-ji
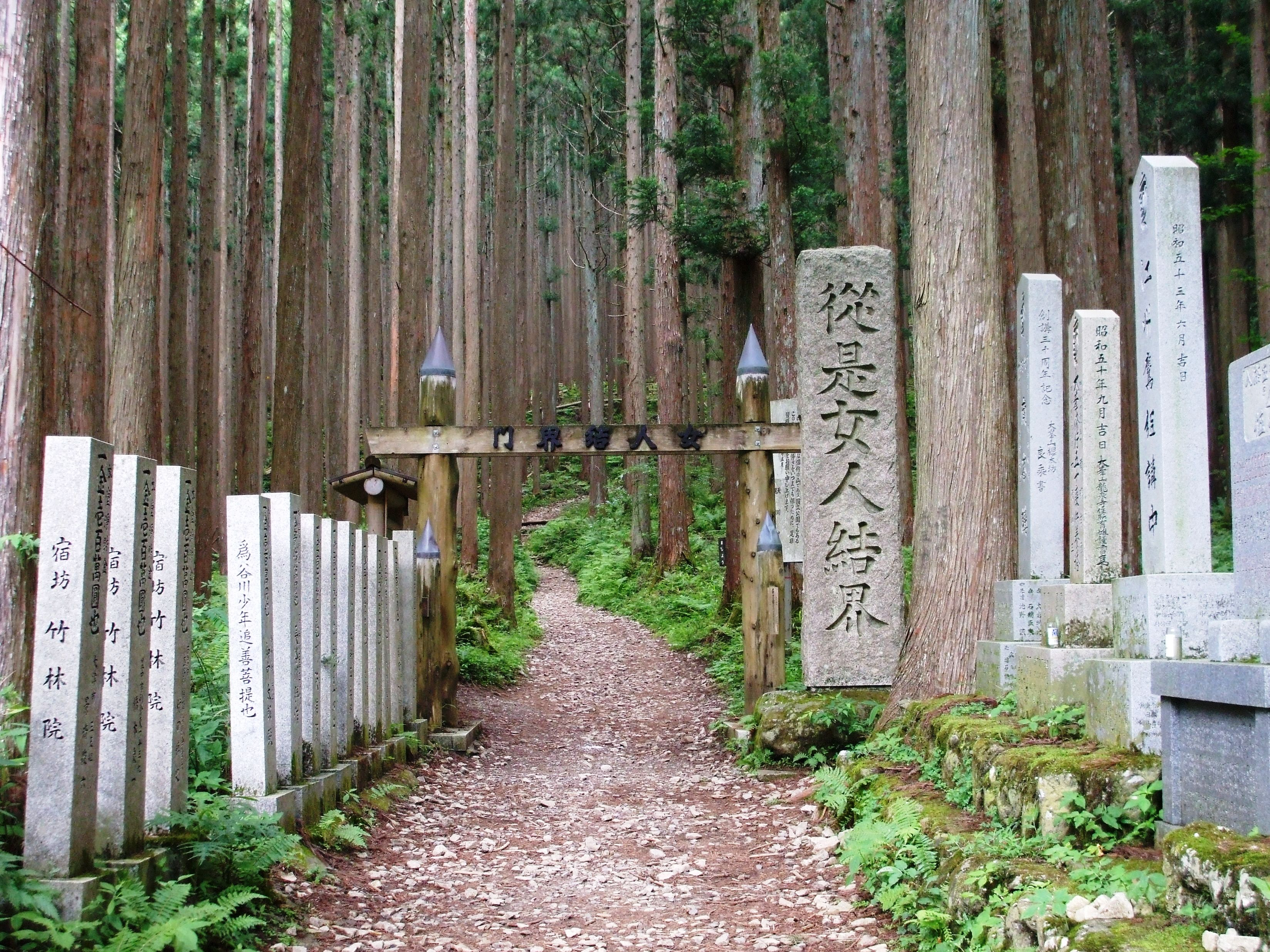
Un ingresso di un percorso al Tempio di Ōminesan-ji
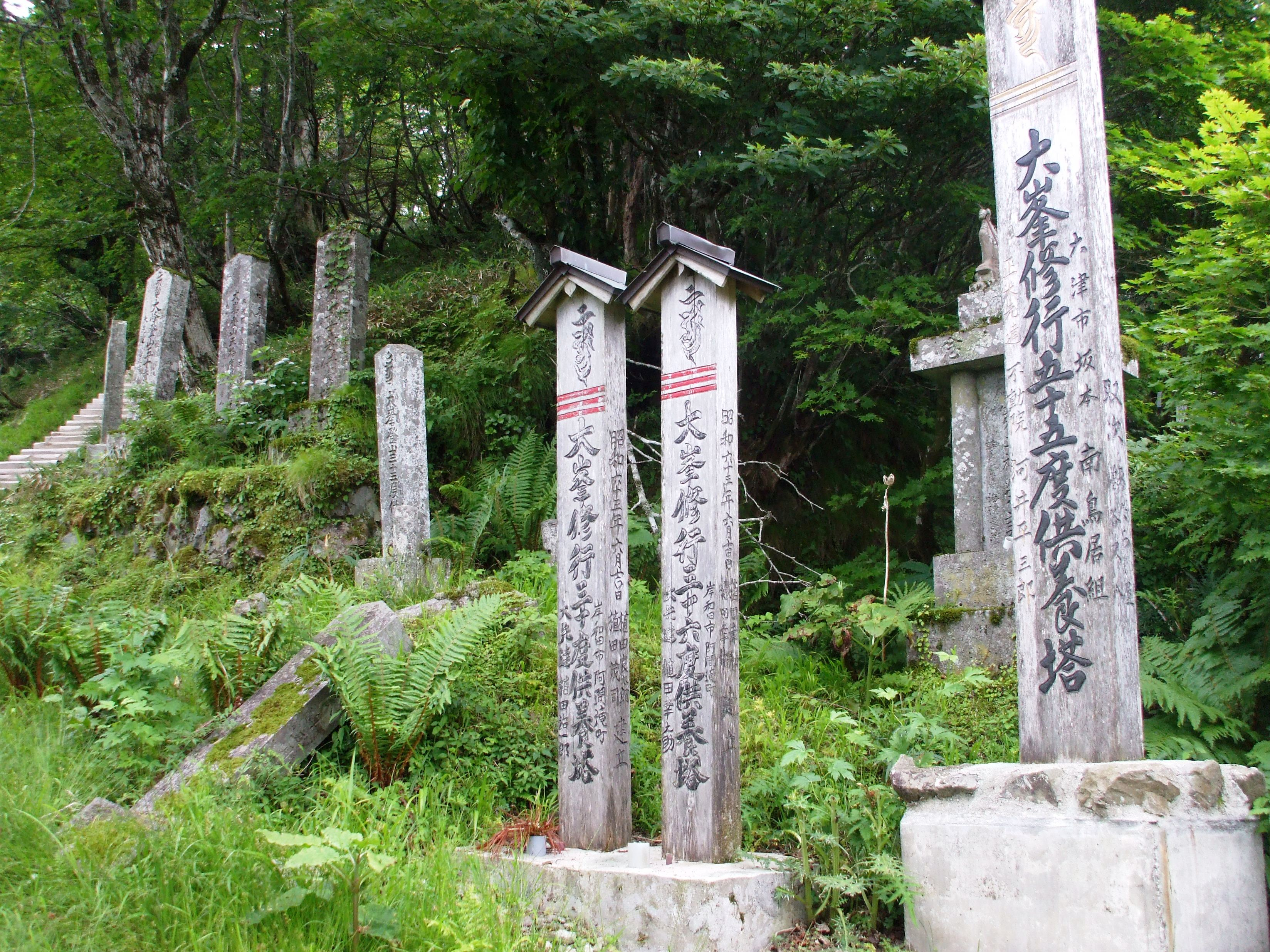
Oggetti religiosi sulla strada per il tempio Ōminesan-ji
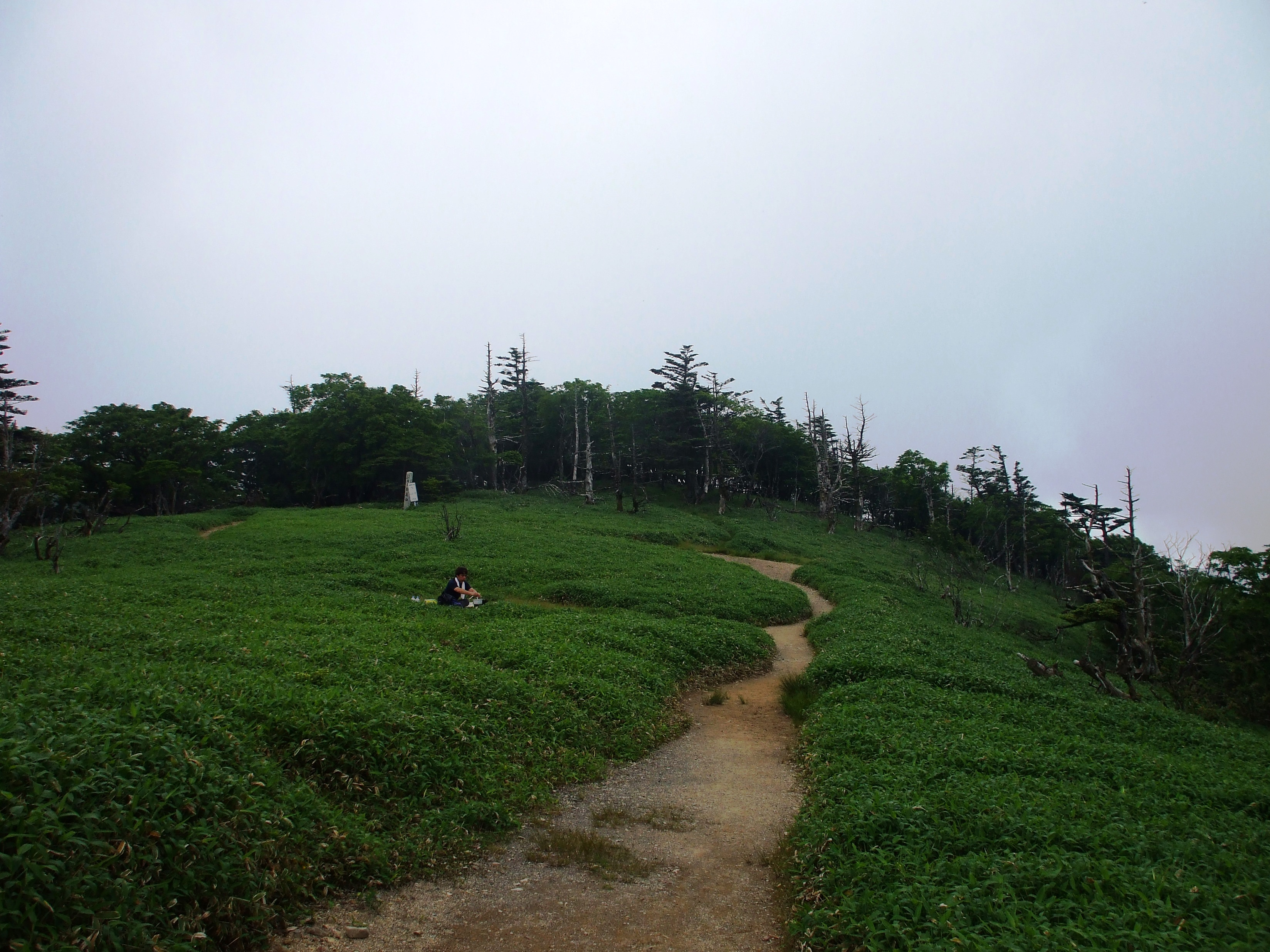
La cima del monte Sanjo
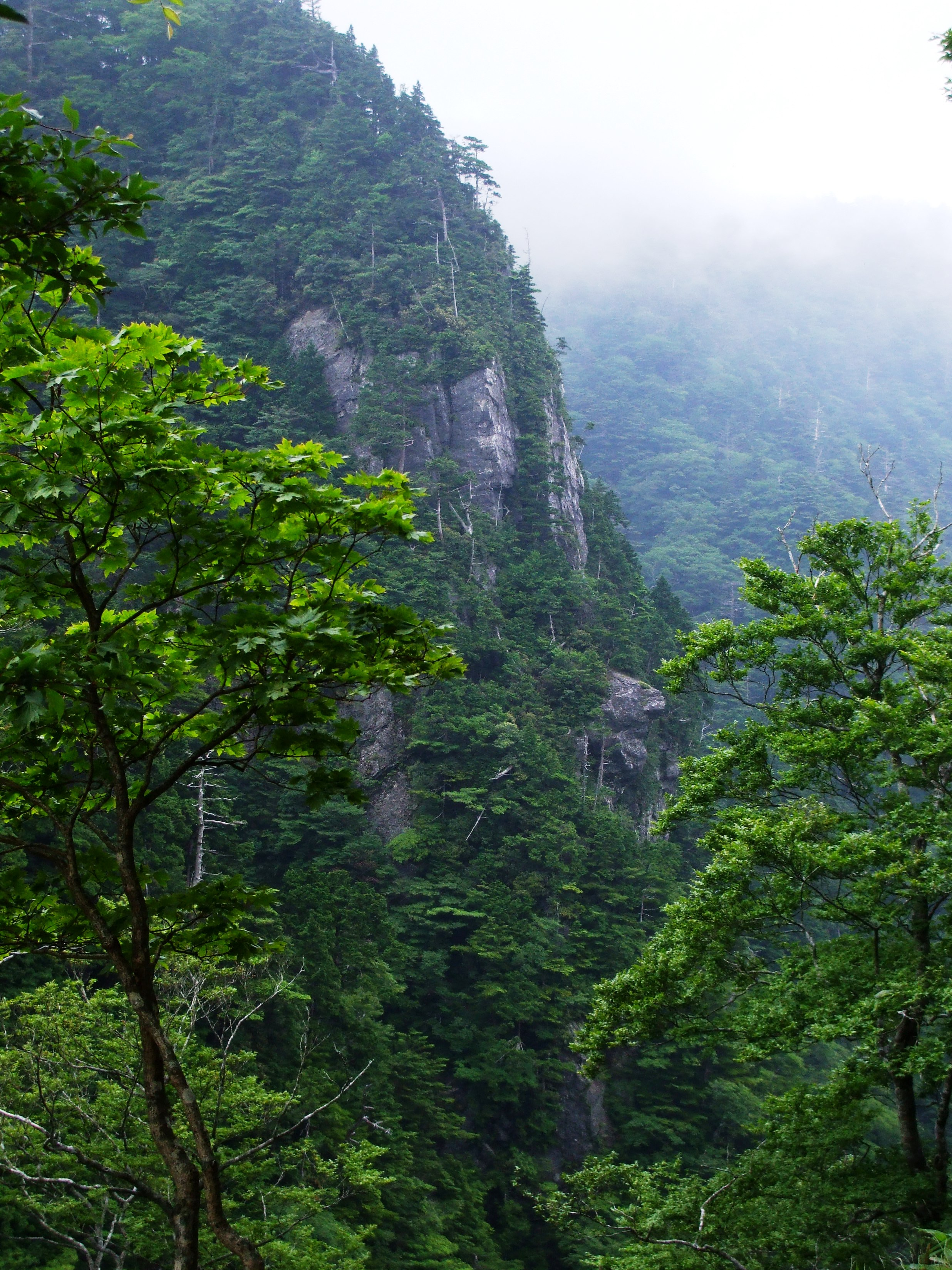
Un muro di pietra del Monte Sanjō
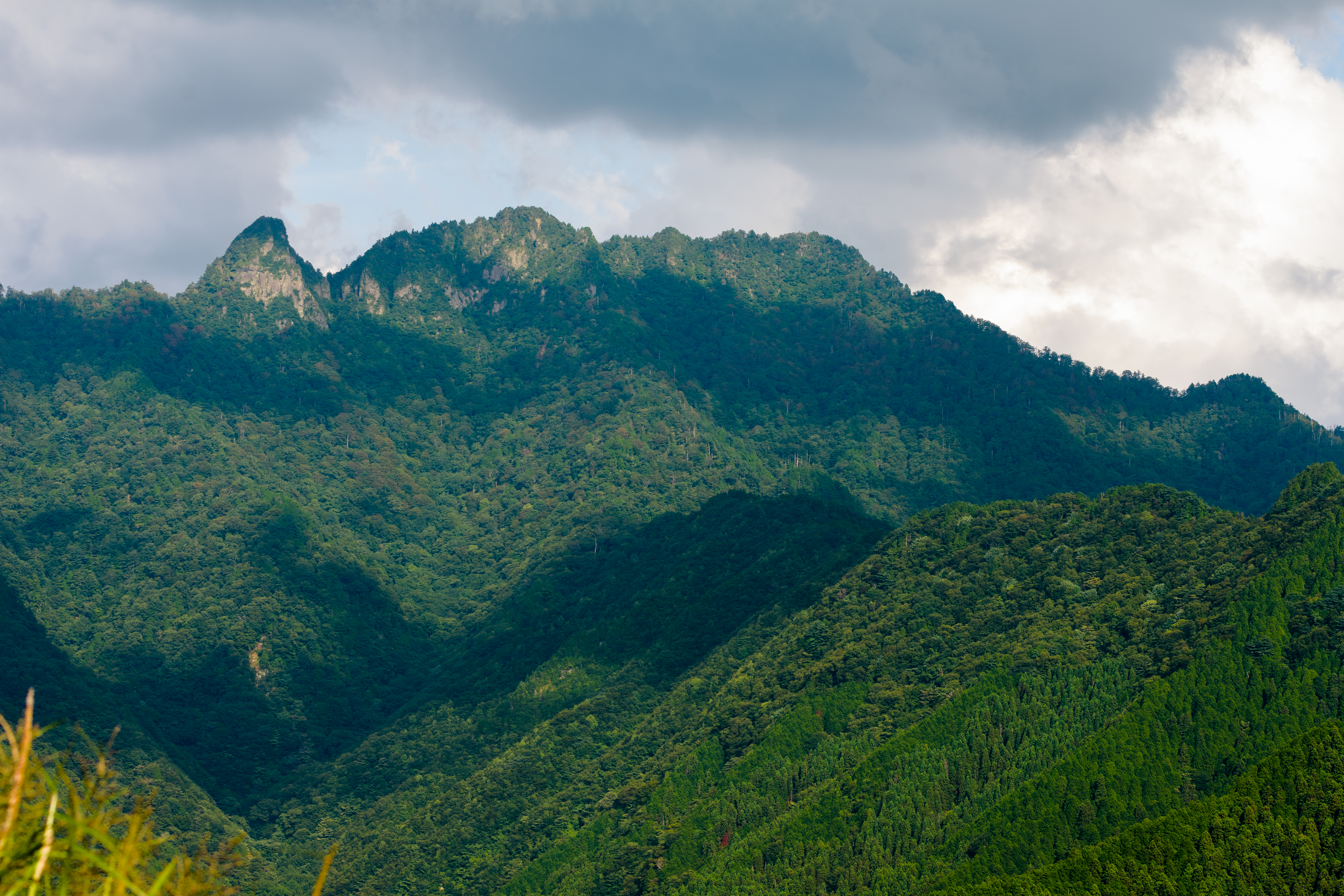
Monte Inamura (Nara)
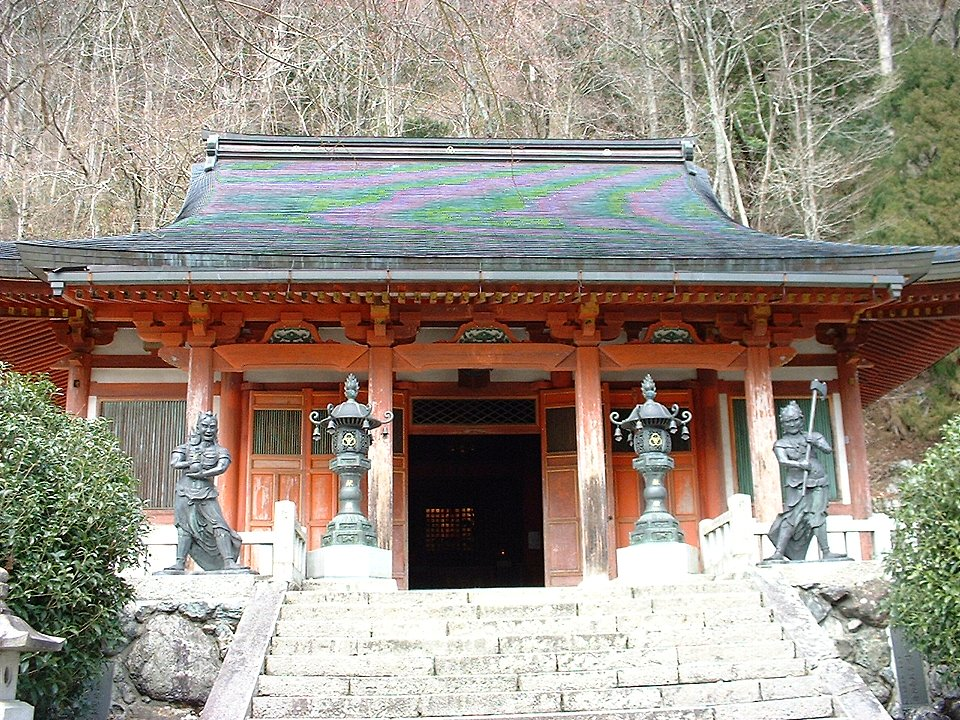
L'edificio principale del tempio Ryūsenji